# فهرست عنوان‌های حقوقی و بازرگانی
فهرست الفبایی نوشتارهای مربوط به حقوق و بازرگانی در این دانشنامه:
- آئین‌نامه
- ابلاغ
- اتاق بازرگانی
- اثاثیه ثابت
- اثبات علی‌الظاهر
- اجاره‌نامه
- اجرائیه
- اجرائیه سند رهنی
- اجماع
- احضاریه
- اختلاس
- اداره آگاهی
- ادعانامه
- ارباب رجوع
- ازکارافتادگی
- اساسنامه
- استرداد
- استعلام
- استنکاف
- استهلاک
- استیضاح
- استیناف
- اسقاط حق
- اسکله
- اضافه برداشت
- اضرار دیان
- اظهارنامه
- اعتبارنامه
- افراز
- اقامتگاه
- المثنی
- آمادگاه
- اماره
- امانت‌نامه
- امریه
- انبار
- انجمن
- انسداد دارایی
- آنسیترال
- اوراق بهادار
- اوراق قرضه
- بارانداز
- بارگیری
- بارنامه
- بازار
- بازپرس
- بازجو
- بازداشت
- بازرس
- بازرگانی
- بای‌بک
- بخشنامه
- بخشودگی
- بداهت قضایی
- بدهکار
- بدهی
- برائت
- برات
- برگ سپرده
- بری‌الذمه
- بزهکار
- بستانکار
- بنچاق
- بنگاه
- بنیاد
- بیع متقابل
- بیع موجل
- بیعانه
- بیع‌نامه
- بیمه
- بیمه‌گذار
- بیمه‌گر
- بیمه‌نامه
- بین‌الدول
- پاداش
- پاراف
- پایاپای
- پذیره‌نویسی
- پروانه
- پروتکل
- پرونده فراگیر
- پرونده
- پزشکی قانونی
- پژوهش
- پژوهش‌خوانده
- پژوهشخواه
- پس‌انداز
- پسکرایه
- پیش‌پرداخت
- پیش‌داوری
- پیش‌نویس
- پیگرد قانونی
- پیمانکار
- تام‌الاختیار
- تبرئه
- تحریم
- تذکاریه
- ترابری
- ترامی ضمان
- ترخیص
- تسویه حساب
- تضامنی
- تعارض قوانین
- تعهدنامه
- تفاهمنامه
- تنخواه گردان
- تنخواه
- تندنویسی
- تهاتر
- توقیف
- جرح داور
- جرم‌شناسی
- جلسه عمومی
- چک بی‌محل
- چک
- حد نصاب
- حساب امانی
- حساب در گردش
- حساب سپرده
- حق اختراع
- حق تکثیر
- حق متنازع‌فیه
- حق‌العبور
- حق‌العمل‌کاری
- حقوق مدنی
- حقوق
- حقوق بشر
- حقوق بین‌الملل
- حقوق بین‌الملل خصوصی
- حقوق خانواده
- حقوق فرهنگی

حقوقدان
- حکم غیابی
- خرق حجاب
- خلع ید
- دادخواست
- دادخواهی
- دادرسی
- دادستان کل
- دادستان
- دادسرا
- دادگاه بخش
- دادگاه بدوی
- دادگاه پژوهش
- دادگاه
- دادگستری
- دادنامه
- دادیار
- داوری
- دزدی دریایی
- دستور کار
- دستورالعمل
- دعوی
- دفاعیه
- دفترخانه
- دفتردار
- دموراژ
- دین حال
- دیه
- دیوان داوری
- دیوان عالی
- دیون منفور
- ذیحساب
- رسید
- رشوه
- رفع حجر
- رهن
- روانامه
- رونوشت
- سازمان اوقاف
- سازمان ثبت احوال
- سازمان
- سپرده‌گذاری
- سرپرست
- سررسید
- سرقفلی
- سرمایه
- سفته
- سند قابل انتقال
- سند
- سوء رفتار
- سوء نیت
- سوگندنامه
- سهام
- شخص ثالث
- شرکت با مسئولیت محدود
- شرکت سهامی
- شرکت غیرسهامی
- شرکت‌نامه
- شناسنامه
- شهادتنامه
- شهربانی
- شهرداری
- شهروندی
- شورا
- شکوائیه
- صوابدید
- صورتجلسه
- ضرب‌الاجل
- ضمانتنامه
- ظهرنویسی
- عدالت
- عرفی
- عطف به ماسبق
- عقد عاریه
- عقد معاوضی
- علامت تجاری
- عندالمطالبه
- عهدنامه
- غرامت
- غصب
- غیرانتفاعی
- غیرمنقول
- فرانشیز
- فسخ
- فقره
- فورس ماژور
- قاچاق
- قانون اساسی
- قانون
- قرارداد
- قرارنامه
- قرینه و اماره
- قصاص
- قولنامه
- قوه قهریه
- قیم
- قیمومت
- کارآگاه
- کاردار
- کارشناس
- کالا
- کانون وکلاء
- کرایه
- کلانتری
- کلاه شرعی
- کمیته
- کمیسیون
- کنوانسیون
- کیفرخواست
- کیفری
- گذرنامه
- گرو
- گرونامه
- گمرک
- گواهی
- لازم‌التأدیه
- لایحه
- ماترک
- مالکیت عمومی
- مالیات
- مبایعه‌نامه
- محضر
- محموله
- محکمه
- مخترع
- مختل‌المشاعر
- مدعی‌العموم
- مدنی
- مدیر
- مرتهن
- مزایده
- مستغلات
- مشاع
- مشروعیت
- مشکوک‌الوصول
- مصادره
- مصالحه
- مضاربه‌ای
- مضمون‌له
- معافیت
- معاهده
- مفاصا حساب
- مقاوله‌نامه
- مقررات
- ممتنع
- مناقصه
- منضمات
- منقول
- موافقت‌نامه
- موجر
- موسسه
- موصی‌له
- موکل
- میانجیگری
- نسیه
- نظریه احاله
- نماینده
- نکول
- نیابت
- وارث
- وارد ثالث
- واسطه
- واگذاری
- وام
- واهب
- وجه‌الضمان
- ورثه
- ورشکستگی
- وساطت حقوقی
- وصول
- وصیت‌نامه
- وقف
- ولی
- وکالت
- وکیل پایه یک دادگستری
- وکیل تسخیری
- وکیل معاضدتی
- هبه
- هبه‌نامه
- هزینه
- هیئت مدیره

## منبع
حبیبیون، جواد. و فهیم، کمال، و ویتور، فرانک: فرهنگ اصطلاحات حقوقی و بازرگانی، انگلیسی به فارسی، انتشارات بریل، لیدن هلند: ۱۹۸۹م.ومن